# 马英力
马英力（1965年—），出生于江苏南京，中国编剧、导演，编剧作品有《推拿》、《风中有朵雨做的云》、《一部未完成的电影》等。2014年凭借《推拿》获得第51届金马奖最佳改编剧本。曾就读于北京广播学院（现中国传媒大学）电视导演专业。1987年赴德国留学，1995年毕业于德国柏林电影学院。
丈夫是电影导演娄烨。